# Cyttorak
Cyttorak est une entité mystique évoluant dans l'univers Marvel de la maison d'édition Marvel Comics. Créé par le scénariste Stan Lee et les dessinateurs Jack Kirby et Alex Toth, le personnage de fiction est mentionné pour la première fois dans le comic book Strange Tales #124, publié en septembre 1964, mais sa première apparition date de Doctor Strange, Sorcerer Supreme (vol. 3) #44 en août 1992.
Il fait partie des Principats, des entités mystiques dotées de vastes pouvoirs magiques et aux origines diverses, souvent extra-dimensionnelles, qui semblent partager certains traits à la fois des dieux et des démons.

## Biographie du personnage

### Origines
Cyttorak est un démon vénéré comme tel sur la Terre dans un lointain passé. Il y a plusieurs siècles, il fut banni de la Terre et emprisonné dans le Cosmos pourpre, un monde extra-dimensionnel intemporel, où le temps ne s’écoule pas, et dont il devint le souverain. Il existait déjà à l’époque de la Fée Morgane (au septième siècle) et a même octroyé sa magie à ses fidèles qui le servaient, comme l’a montré Morgane en utilisant les bandes pourpres pour lier facilement le Dr Strange et Bolar.
Il y a 1 000 ans environ, huit entités mystiques, les Principats, se rencontrèrent — Balthakk, Farallah, Ikonn, Krakkan, Raggadorr, Valtorr, Watoomb et Cyttorak — pour déterminer qui était la plus puissante d'entre elles, chacun se disputant ce titre. Ils formèrent l'Octessence (« The Octessence »), investissant chacun une once de leur pouvoir dans un artefact destiné au premier humain qui le toucherait et qui deviendrait ainsi un « Exemplar », un avatar de l'entité concernée. 
Leurs serviteurs bâtirent des temples et les démons s'accordèrent pour que les Exemplars aient pour tâche de construire un moteur magique qui détruirait la volonté de l'Humanité, leur permettant chacun de régner sur un huitième du monde. Les Exemplars mèneraient alors une guerre entre eux, pour ne laisser qu'un seul vainqueur.
Cyttorak fit construire son temple en Asie, gardé par un démon nommé Xorak. Dans le passé, l'Ancien affronta ce démon.
Il y a plusieurs siècles, une secte invoqua l'avatar de Cyttorak. Il fut stoppé par Gomurr et son rival Tar, et enfermé dans la Gemme pourpre de Cyttorak.

## Les avatars de Cyttorak

### Jin Taiko
Jin Taiko était l'avatar de Cyttorak avant Cain Marko. Lorsque Taiko refusa de détruire un village à la demande de Cyttorak, le dirigeant du Cosmos pourpre et pourvoyeur des pouvoirs de Taiko reprit ses pouvoirs, jusqu'à ce que Cain Marko finisse par trouver le joyau et devienne le nouvel avatar de Cyttorak. Marko, en tant que nouveau Fléau, affronta et tua Jin Taiko, brûlant le village.

### Cain Marko
Lors de la Guerre de Corée, Charles Xavier se retrouva piégé dans le temple souterrain avec son demi-frère, Cain Marko. Ce dernier toucha le rubis mystique et fut transformé en Fléau, l'Exemplar du démon, mais conserva sa propre volonté. Grâce à son pouvoir, il affronta plusieurs fois les X-Men.

## Pouvoirs et capacités
- Cyttorak est une puissante entité mystique. C'est lui qui confère le pouvoir physique du Fléau, par le biais d'un rubis magique, nommé la « Pierre de Cyttorak ».
- Cyttorak est capable de créer la vie et d'animer la matière.

## Apparitions dans d'autres média
- 2006 : X-Men : L'Affrontement final de Brett Ratner, interprété par Vinnie Jones.
- 2018 : Deadpool 2 de David Leitch, interprété par David Leitch lui même.

Dans X-Men : L'Affrontement final, Le Fléau est décrit comme un mutant, alors que dans le comic book original c'est un humain dont les capacités proviennent directement de Cyttorak.